# امام رباط
امام رباط (به لاتین: Imam Rabat) یک منطقهٔ مسکونی در افغانستان است که در ولایت هلمند واقع شده‌است.